# Empire State of Mind
"Empire State of Mind" é uma canção do rapper norte-americano de hip hop Jay-Z, com participação vocal da cantora Alicia Keys, tirada de seu décimo primeiro álbum de estúdio, The Blueprint 3 (2009). Foi lançada como o terceiro single do álbum nos formatos digital, físico e 12" pela gravadora Roc Nation em outubro de 2009. A canção é um ode endémico para ambos os artistas nativos da cidade de Nova Iorque, e possui uma amostra da canção "Love on a Two-Way Street" (1970) do grupo The Moments. "Empire State of Mind" foi originalmente escrita pelos nativos do Brooklyn, Angela Hunte e Jane't "Jnay" Sewell-Ulepic, que estavam sentindo saudades de casa, enquanto viajavam para o exterior em fevereiro de 2009. No mês seguinte, enviaram a música em consideração à Roc Nation, embora tenha recebido críticas negativas. Inicialmente desanimados, a dupla enviou a canção para Jay-Z após uma sugestão de um sócio da EMI Music Publishing (EMI), e depois de um incidente que eles descreveram como um presságio.
Depois de ouvir a canção, Jay-Z gravou-a imediatamente, mudando todos os versos mas mantendo o gancho. O single era um suposto recurso de Hunte no gancho da canção, mas quando Hunte e Sewell-Ulepic foram perguntados se eles achavam que alguém seria mais apropriado para o coro, Hunte sugeriu Alicia Keys. Mary J. Blige também foi considerada para o papel, mas Keys foi escolhida depois que Jay-Z ouviu o circuito da música no piano. A canção foi sendo vista como um "balada de rap orquestral" e tem um estilo musical pop rap. Ele contém referências a drogas, locais em Nova Iorque e seus moradores famosos, descrevendo a essência da cidade. Profanação também está presente durante toda a canção e, embora seja normalmente incluído durante as performances ao vivo, foi omitida durante o desempenho no Game 2 na Série Mundial de Basebol de 2009.
Foi incluída na lista de vários críticos top 10 para as melhores canções de 2009; incluindo a revista Rolling Stone e o New York Times. A música também foi indicada para 3 Grammy Awards, vencendo o prêmio de "Melhor Canção de Rap" e "Prêmio Grammy para Best Rap/Sung Collaboration". "Empire State of Mind" alcançou sucesso comercial em todo o mundo. A faixa atingiu o pico no top 10, em países como Estados Unidos, Reino Unido, Canadá, Austrália, França, Itália e Suécia. O single foi bem sucedido comercialmente nos Estados Unidos, chegando a posição de número #1 na Billboard 200, durante 5 semanas consecutivas, tornando-se o primeiro single de número um no gráfico como um artista principal. Vendeu cinco milhões de cópias no país. Ele apareceu no final de ano de 2009 na Itália, Austrália e Estados Unidos. A canção também é o último hit de número um na década de 2000.
No vídeo da canção, que é basicamente em preto-e-branco, Jay-Z e Alicia Keys são mostrados tocando a música em vários locais de Nova Iorque. "Empire State of Mind" foi realizado por Jay-Z e Keys em múltiplos tempos, inclusive durante o MTV Video Music Awards de 2009 e do American Music Awards de 2009. Normalmente, quando a dupla executa a canção, um telão mostra imagens de lugares de Nova Iorque. Keys gravou uma continuação intitulada "Empire State of Mind (Part II) Broken Down", que é caracterizado em seu quarto álbum de estúdio The Element of Freedom (2009). Sua versão foi recebido positivamente pela crítica e se saiu bem comercialmente, mas não foi tão bem quanto seu antecessor; esteve no top 10 em três países, como no Reino Unido, Holanda e Irlanda. Ela disse que escolheu para gravar sua própria versão de "Empire State of Mind" porque ela queria expressar seus próprios sentimentos pessoais sobre Nova Iorque.

## Video Music Awards
A canção teve a sua primeira performance no MTV Video Music Awards de 2009 com a cantora americana Alicia Keys.
Depois que a canção foi lançada como um download digital no iTunes Store em 8 de setembro de 2009, chegou à quinquagésima posição no Billboard Hot 100, com mais de 40.000 downloads. Na semana seguinte, subiu para o número 5, tornando-se décimo sexto hit de Jay-Z a alcançar o top 10  e o nono de Alicia Keys. "Empire State of Mind" alcançou o segundo lugar no UK Singles Chart, em 4 de outubro de 2009. A música também alcançou o segundo lugar na Irlanda Singles Chart em 25 de setembro de 2009, sem ao menos ter sido lançada oficialmente. No Reino Unido, que recebeu a rotação na BBC Radio 1 e The Hit Music Network Listas.

## Videoclipe
O Videoclipe estreou oficialmente no dia 03 de Novembro de 2009 junto com Did It Again da Shakira e 3 da Britney Spears. O Clipe começa em preto e branco,  a mostrar várias imagens de Nova York. Em seguida, Jay-Z aparece caminhando pelas ruas da cidade; Alicia Keys toca piano na Times Square e, no piano, a figura da Estátua da Liberdade. Depois da alternância entre eles e a cidade, cantam num estádio e finalmente o preto e branco dão lugar a um colorido ao vídeo.

## Gráficos e certificações
| País/Parada (2009)                          | Melhor posição |
| ------------------------------------------- | -------------- |
| Alemanha (Media Control Charts)             | 13             |
| Austrália (ARIA Charts)                     | 4              |
| Áustria (Ö3 Austria Top 40)                 | 13             |
| Bélgica (Ultratop 50 Flanders)              | 4              |
| Bélgica (Ultratop 40 Valônia)               | 4              |
| Canadá (Canadian Hot 100)                   | 3              |
| Dinamarca (Tracklisten)                     | 2              |
| Escócia (Scottish Singles and Albums Chart) | 4              |
| Espanha (PROMUSICAE)                        | 27             |
| Finlândia (Suomen virallinen lista)         | 9              |
| França (SNEP)                               | 8              |
| Holanda (Dutch Top 40)                      | 2              |
| Itália (FIMI)                               | 3              |
| Irlanda (IRMA)                              | 2              |
| Nova Zelândia (RIANZ)                       | 6              |
| Noruega (VG-lista)                          | 5              |
| Suécia (Sverigetopplistan)                  | 6              |
| Suíça (Schweizer Hitparade)                 | 4              |
| UK Singles (The Official Charts Company)    | 2              |
| UK R&B Chart (The Official Charts Company)  | 2              |
| U.S. (Billboard Hot 100)                    | 1              |
| U.S. (Billboard R&B/Hip-Hop Songs)          | 1              |
| U.S. (Billboard Rap Songs)                  | 1              |

| País/Parada (2009)                 | Melhor posição |
| ---------------------------------- | -------------- |
| Austrália (Singles Chart)          | 64             |
| Austrália (Urban Chart)            | 17             |
| Holanda (Singles Chart)            | 45             |
| Itália (Singles Chart)             | 22             |
| Suécia (Singles Chart)             | 63             |
| Suíça (Singles Chart)              | 91             |
| U.K. (Singles Chart)               | 30             |
| U.S. (Billboard Hot 100)           | 62             |
| U.S. (Billboard R&B/Hip-Hop Songs) | 80             |
| U.S (Billboard Rap Songs)          | 27             |
| País/Parada (2010)                 | Melhor posição |
| Alemanha (Singles Chart)           | 64             |
| Austrália (Singles Chart)          | 19             |
| Austrália (Digital Tracks Chart)   | 15             |
| Austrália (Urban Chart)            | 9              |
| Austrália (Singles Chart)          | 47             |
| Bélgica (Ultratop 50 Flanders)     | 32             |
| Bélgica (Ultratop 40 Valônia)      | 16             |
| Canadá (Hot 100)                   | 24             |
| Dinamarca (Singles Chart)          | 48             |
| Europa (European Hot 100)          | 18             |
| Itália (Singles Chart)             | 51             |
| Nova Zelândia (Singles Chart)      | 47             |
| Romênia (Romanian Top 100)         | 68             |
| Suécia (Singles Chart)             | 93             |
| Suíça (Singles Chart)              | 10             |
| U.K. (Singles Chart)               | 78             |
| U.S. (Billboard Hot 100)           | 21             |
| U.S. (Billboard Pop Songs)         | 34             |
| U.S. (Billboard R&B/Hip-Hop Songs) | 49             |
| U.S. (Billboard Rap Songs)         | 8              |

| País (2009)    | Vendas     |
| -------------- | ---------- |
| Alemanha       | Ouro       |
| Austrália      | 3× Platina |
| Bélgica        | Ouro       |
| Áustria        | Ouro       |
| Dinamarca      | Platina    |
| Estados Unidos | 3× Platina |
| Itália         | Platina    |
| Nova Zelândia  | Platina    |

### Precessão e sucessão
| Gráficos de sucessão                                                | Gráficos de sucessão                                                           | Gráficos de sucessão                       |
| ------------------------------------------------------------------- | ------------------------------------------------------------------------------ | ------------------------------------------ |
| Precedido por "Pretty Wings" de Maxwell                             | Billboard Hot R&B/Hip-Hop Songs 21 de novembro de 2009 - 5 de dezembro de 2009 | Sucedido por "Papers" de Usher             |
| Precedido por "Forever" de Drake com Kanye West, Lil Wayne & Eminem | Billboard Rap Songs 21 de novembro de 2009 - 12 de janeiro de 2010             | Sucedido por "BedRock" de Young Money      |
| Precedido por "Fireflies" de Owl City                               | Billboard Hot 100 28 de novembro de 2009 - 26 de dezembro de 2009              | Sucedido por "Tik Tok" de Kesha            |
| Precedido por "Bad Romance" de Lady Gaga                            | Tcheco Airplay Chart 7 semanas em 2010                                         | Sucedido por "Russian Roulette" de Rihanna |
| Precedido por "Pribeh" de Tina and Rytmus                           | Tcheco Airplay Chart 11 semanas - 12 semanas em 2010                           | Sucedido por "Bad Romance" de Lady Gaga    |